# Maison Xanadu
Pour les articles homonymes, voir Xanadu.

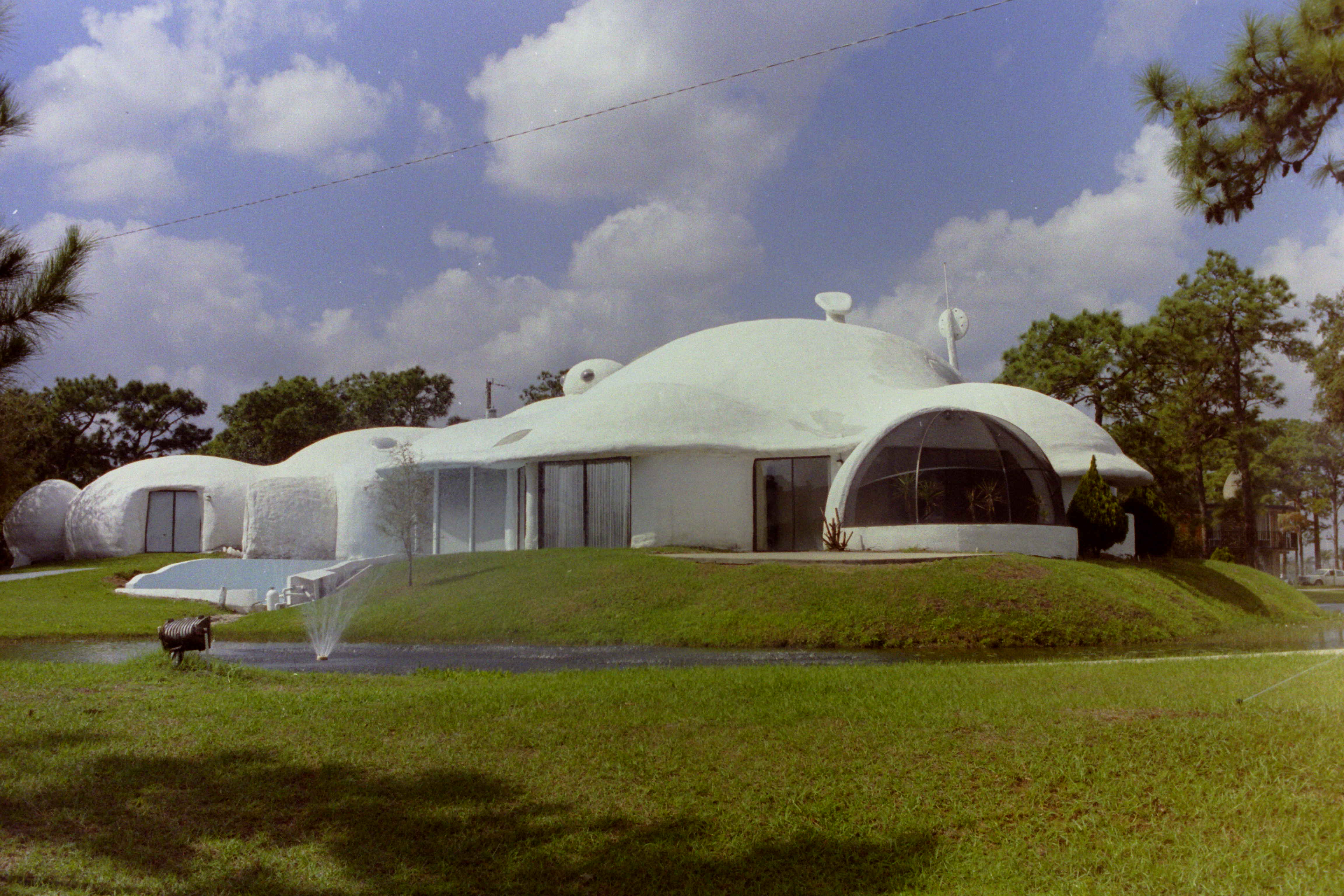
Extérieur d'une maison Xanadu à Kissimmee, Floride, 1990.

Les maisons Xanadu sont un ensemble de maisons expérimentales bâties aux États-Unis afin de démontrer l'apport des technologies de l'information et de l'automatisation dans l'habitat.
Le projet architectural démarre en 1979. Au début des années 1980 trois maisons sont construites, une à Kissimmee en Floride, une à Wisconsin Dells dans le Wisconsin et la dernière à Gatlinburg dans le Tennessee. Elles intègrent de nouvelles techniques de conception et de construction, et deviennent une attraction touristique dans les années 1980.
Les maisons Xanadu sont célèbres pour leur construction en mousse polyuréthane, destinée à l'isolation, plutôt qu'en béton, ce qui rend la construction simple, rapide et économique. Elles sont conçues d'une manière ergonomique et contiennent quelques-uns des systèmes domotiques les plus récents pour l'époque.
La maison de Kissimmee, conçue par Roy Mason, est la plus célèbre d'entre elles. Au sommet de sa popularité, elle accueillait 1 000 visiteurs par jour. Celles de Wisconsin Dells et de Gatlinburg ont été fermées et démolies au début des années 1990. La maison de Kissimmee, la « Xanadu House », ferme également en 1996 et est démolie en octobre 2005.

## Histoire
Bob Masters est le concepteur des maisons Xanadu. C'est un des pionniers de l'utilisation de mousses d'isolation rigidifiées pour la création d'habitation. Avant de créer la maison Xanadu, Masters conçoit et réalise des ballons gonflables destinés à la construction.
Pour les Maisons Xanadu, il s'inspire de la Maison Kesinger à Denver de l'architecte Stan Nord Connolly, car c'est une des toutes premières maisons édifiées en mousse d'isolation.
Masters construit sa première maison en 1969 en deux jours et demi, malgré une violente tempête de neige, en utilisant les mêmes méthodes qui plus tard seront employées pour construire les Maisons Xanadu. Masters est rapidement convaincu que des maisons en forme de dôme à base de mousse peuvent intéresser d'autres personnes et décide de bâtir des maisons témoins à travers les États-Unis.
L'associé de Masters, Tom Gussel, choisit le nom de « Xanadu », en référence à Xanadu, la résidence d'été de l'empereur mongol Kublai Khan, qui est mise en avant dans le célèbre poème Kubla Khan de Samuel Taylor Coleridge. « Xanadu » est également le nom du palais dans le film Citizen Kane.
La première Maison Xanadu est construite à Wisconsin Dells. Elle est conçue par l'architecte Stewart Gordon en 1979 et bâtie par Bob Masters. Elle a une surface d'environ 1 200 m2 et comporte une serre chaude géodésique. Lors de son premier été, elle est visitée par 100 000 personnes curieuses de cette nouvelle attraction.
La Maison Xanadu la plus populaire est cependant la deuxième, celle de Kissimmee, conçue par l'architecte Roy Mason. Masters a rencontré Mason lors d'une conférence à Toronto en 1980. Mason avait travaillé avant sa participation à la création de la Maison Xanadu sur un projet similaire, une « école expérimentale » sur une colline en Virginie qui était également à structure de mousse.
Mason comme Masters ont été influencés par différentes maisons expérimentales et concepts architecturaux qui soulignaient l'ergonomie, l'habitabilité, et l'efficacité énergétique. Parmi elles figurent les appartements de l'architecte Kisho Kurokawa comportant des modules amovibles, des concepts plus significatifs comme un habitat flottant pour vivre sur l'eau fait de fibre de verre conçu par Jacques Beufs, les concepts pour vivre sous l'eau de l'architecte Jacques Rougerie et la Maison Don Metz construite dans les années 1970 qui utilisait la terre comme isolant. Cinquante ans avant la Maison Xanadu, une autre « maison du futur » était présente à l'exposition « Les Progrès du Siècle » de Chicago. Elle présentait la climatisation, le chauffage à air forcé, les disjoncteurs, les portes électriques à contrôle optique et d'autres dispositifs innovant.
Roy Mason croyait que la Maison Xanadu changerait l'opinion des gens qu'une maison n'était pas beaucoup plus qu'un abri inanimé et passif contre l'agression des éléments. « Personne n'a jamais réellement regardé la maison comme système organique complet », disait Mason, qui était également le rédacteur pour l'architecture dans le magazine The Futurist. Il disait aussi que « La maison peut avoir une intelligence et chaque pièce peut avoir une intelligence ». Le coût de construction estimé pour une maison est de 300 000 dollars. Néanmoins Roy Mason avait également projeté une version à prix réduit qui coûterait seulement 80 000 dollars afin de prouver que les maisons informatisées ne sont pas forcément coûteuses, mais ce projet n'aboutira jamais.
La Walt Disney Company ouvre le parc d'attraction Epcot (Experimental Prototype Community of Tomorrow) en Floride le 1er octobre 1982. Masters et Mason décident de créer une Maison Xanadu à Kissimmee, à quelques kilomètres du parc. Elle est finalement ouverte en 1983, après plusieurs années de recherche. D'environ 560 m2, elle est plus grande que la première version parce qu'elle est conçue comme une maison-modèle en vue des visiteurs. À son pic de fréquentation au milieu des années 1980, elle reçoit plus de 1 000 personnes par jour.
Une troisième Maison Xanadu est construite à Gatlinburg. Peu de temps après, les compagnies touristiques commencent à en faire la publicité comme « maison du futur » dans leurs brochures, et des Maisons Xanadu sont construites comme attractions.
Au début des années 1990, les Maisons Xanadu commencent à perdre en popularité parce que les technologies utilisées deviennent obsolètes. En conséquence, les Maisons Xanadu du Wisconsin et de Tennessee sont démolies, tandis que la Maison Xanadu de Kissimmee continue son activité jusqu'à sa fermeture en 1996. Elle est ensuite mise en vente en 1997 et vendue comme espace de bureaux et de stockage. En 2001, le manque d'entretien de la maison de Kissimmee provoque des moisissures et de la rouille qui couvrent l'intérieur. Elle est donc à nouveau mise en vente pour une somme de 2 millions de dollars. En octobre 2005, la dernière des Maisons Xanadu est démolie, abandonnée depuis plusieurs années et « squattée » par des sans-abris. Un immeuble en copropriété est prévu sur le terrain en remplacement.

## Construction de la maison

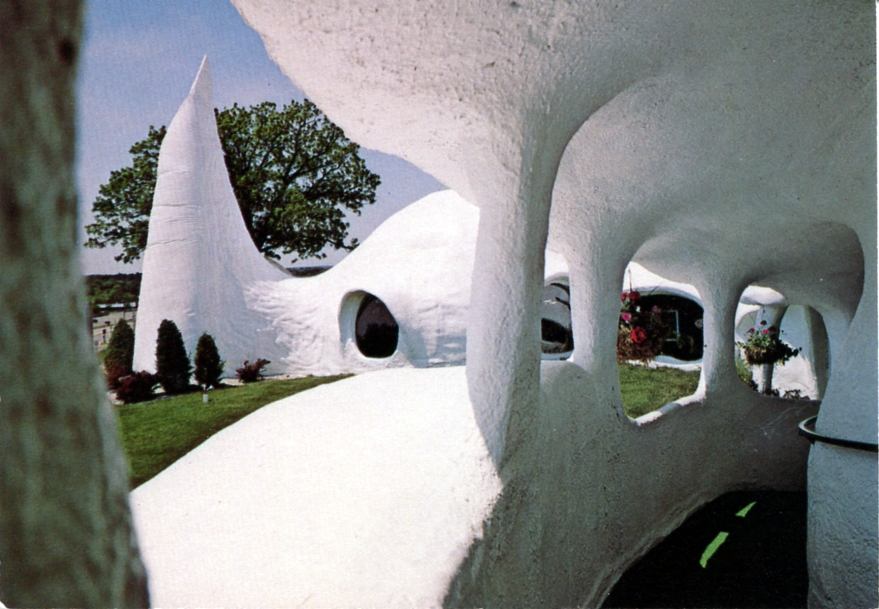
Vue de la maison.

La Maison Xanadu est conçue d'un point de vue ergonomique. Les murs sont incurvés, les sols en béton peint plutôt que couverts de tapis ou de moquettes, il y a un arrangement léger de couleurs à l'intérieur, et un espace ouvert sans portes fait communiquer les différentes pièces. L'extérieur modulaire semble être une réminiscence d'un objet volant non identifié, les dômes ayant été construits en pulvérisant de la mousse polyuréthane sur des moules démontables. Il y a au moins deux entrées et une grande fenêtre de type hublot. L'intérieur ressemble un peu à une caverne avec des pièces resserrées et des plafonds bas. À l'intérieur les murs sont de couleur crème et le plancher vert pâle. Au centre de la maison se trouve la salle de séjour, dans laquelle un faux arbre supporte le toit et sert également comme élément du système de chauffage intégré.
La construction de la maison de Xanadu à Kissimmee débute par la coulée d'une chape en béton et l'érection d'un anneau de tension de 40 pieds (13 m) de diamètre destiné à ancrer le toit voûté de ce qui deviendra la « Grande pièce » (la salle de séjour) de la maison. Un ballon pré-formé en vinyle est attaché à l'anneau, puis gonflé par de l'air sous pression fourni par de grands ventilateurs. Une fois que la forme est entièrement gonflée, de la mousse de plastique polyuréthane à durcissement rapide est pulvérisée sur sa surface intérieure. La pulvérisation par l'intérieur permet un travail continu même par temps humide ou venteux. La mousse produite par mélange de deux produits chimiques gonfle 30 fois plus que son volume original et durcit presque immédiatement. En répétant la pulvérisation, on obtient une coque structurellement saine d'une épaisseur de cinq à six pouces en quelques heures. Une fois la mousse traitée, le ballon de plastique est enlevé pour être réutilisé ailleurs. Une fois le deuxième dôme mis en place et le ballon enlevé, les deux salles sont jointes par un grillage métallique également comblé de mousse afin de former un passage étanche. Ce processus est répété jusqu'à ce que la maison soit complète. Puis la fenêtre, la lucarne et les portes sont ouvertes et les armatures mises en place. Finalement, l'intérieur de la structure est entièrement recouvert d'un enduit de 3/4 pouces d'un matériau ignifugé qui sert également de finition lisse et facile d'entretien pour les murs et les plafonds. La touche finale consiste à étaler une couche de peinture élastomère blanche à l'extérieur.

## À l'intérieur
Les maisons Xanadu utilisent un système de commande automatisé contrôlé par des ordinateurs de marque Commodore. Les maisons ont 15 pièces, parmi lesquelles la cuisine, une pièce de réception, des salles de bains et les chambres à coucher, toutes équipées dès le départ d'une série d'ordinateurs et d'équipements électroniques. Par exemple, le bain pouvait être préparé avec une température et une heure spécifiées à l'avance. Les concepts d'automatisation utilisés ont été développés sur des idées originales datant des années 1950 et même plus anciennes. Les maisons Xanadu visent à convertir les concepts originaux en réalisation concrète. Les visiteurs peuvent suivre une visite électronique de la maison dans la pièce principale, présentant des motifs artistiques changeants générés par ordinateur. Ils apprennent ainsi les avantages et possibilités de la maison Xanadu, ce qui comprend également les systèmes de sécurité et de protection incendie.
Les principaux dispositifs incluent un « cœur électronique » comportant télévision, console de jeux, système de sonorisation, magnétoscope et autres équipements électroniques, cuisine automatisée avec des possibilités de télé-shopping et de nettoyage, salle de séjour avec plusieurs téléviseurs afin de disposer de canaux multiples en parallèle, antenne de télécommunications, chauffage commandé par ordinateur et commandes de l'électricité et du gaz.
La cuisine de Xanadu dispose d'un « autochef » automatisé, un diététicien électronique planifiant des repas bien équilibrés. La cuisson des repas peut être programmée à une date et une heure déterminée. Si une nourriture imprévue est demandée, elle peut être obtenue par l'intermédiaire du télé-shopping ou de la serre chaude intégrée. L'ordinateur de la cuisine peut également être utilisé pour le calendrier de ménage, l'enregistrement et la tenue à jour du livre de maison.
Les maisons Xanadu présentent également les possibilités de faire des affaires à la maison avec le bureau équipé d'ordinateurs pour le courrier électronique, l'accès à la bourse et les services d'information.
Les ordinateurs de la chambre à coucher principale contrôlent les autres parties de la maison. Les corvées sont éliminées, il n'est par exemple plus nécessaire d'aller arrêter la cafetière après s'être couché. La chambre des enfants comporte le plus évolué des micro-ordinateurs d'enseignement et des fenêtres de « videotexture », dont les paysages réalistes générés par ordinateur peuvent commuter en un flash entre des scènes réelles et imaginaires. Les lits à la droite de la salle se retirent dans le mur pour offrir plus d'espace et offrir une meilleure perspective. Les niches pour l'étude sont juste à la bonne taille pour permettre l'utilisation d'un jeu sur ordinateur de poche ou la lecture d'un livre.
La « grande pièce » (séjour - salle centrale) est la salle principale de Xanadu. Elle comporte une fontaine, un petit téléviseur et un vidéoprojecteur. À côté se trouve la salle à manger avec une table de verre entourée d'une banquette incurvée devant une très grande fenêtre. La salle de séjour est équipée d'écrans et autres équipements électroniques couvrant les murs. Les constructeurs désignent la salle de détente sous le terme de « cœur électronique ». Elle est conçue comme un endroit où la famille et ses proches pourraient se rassembler, à l'image du foyer traditionnel et de sa cheminée.
Dans une autre pièce, les usagers peuvent se détendre dans un bain tourbillon ou un sauna solaire et même faire de l'exercice avec l'assistance d'ordinateurs.
La sécurité est assurée par les ordinateurs. Une voix artificielle se met en marche quand un intrus pénètre afin de lui faire croire que la maison est occupée.

## Les problèmes rencontrés
Un premier souci concerne le coût de la facture électrique, les ordinateurs devant fonctionner en permanence. Cependant, Mason démontre comment un ordinateur central peut réguler la consommation d'énergie de tous les ordinateurs de la maison. Beaucoup pensent que le recours aux ordinateurs présente un inconvénient majeur : si l'ordinateur tombe en panne, les occupants se voient privés de nourriture, de bain et même empêchés de quitter la maison si les portes sont verrouillées. On s'inquiète également de la perte de sociabilité. Les partisans du système rétorquent à cela que les ordinateurs améliorent la sécurité et simplifient les travaux ménagers comme le nettoyage.
Si la majorité des visiteurs se sentent à l'aise dans ce type de maison, en raison de sa conception novatrice, d'autres estiment que le concept n'est pas viable parce qu'il est très dépendant du climat. Beaucoup rejettent la Maison Xanadu en raison de ses plafonds bas, de ses murs incurvés et de ses pièces étroites.
Certains architectes et concepteurs considèrent que Xanadu n'est pas de « conception professionnelle » en raison des matières employées et de l'utilisation inadéquate des couleurs et des formes à l'intérieur de la maison. Les concepteurs ont continué à construire des maisons conventionnelles et écarté la Maison Xanadu comme un concept non abouti.

## Le livre
Un livre sur la Maison Xanadu, écrit par Roy Mason, Lane Jennings et Robert Evans fut publiée par Acropolis Books en novembre 1983 :  Xanadu: The Computerized Home of Tomorrow and How It Can Be Yours Today! (Xanadu : La maison informatisée de et comment elle peut être vôtre dès aujourd'hui demain). Ce livre explique comment les ordinateurs peuvent être utilisés pour l'habitat, en incluant beaucoup de concepts utilisés aujourd'hui comme les centres multimédias, la télévision et les systèmes de sonorisation. Il présente aussi l'histoire de la conception et de la construction des Maisons Xanadu par des entretiens avec Bob Masters. Le livre contient diverses photos des Maisons Xanadu et discute de divers exemples architecturaux similaires basés sur des isolations rigides ou des systèmes de contrôle informatisés.

## Sources
- (en) Cet article est partiellement ou en totalité issu de l’article de Wikipédia en anglais intitulé « Xanadu House » (voir la liste des auteurs).